# Kostel svatého Jana Křtitele (Klášter nad Dědinou)
Kostel svatého Jana Křtitele je římskokatolický kostel v Klášteře nad Dědinou. Kostel patří do římskokatolická farnosti Třebechovice pod Orebem. Je chráněn jako kulturní památka České republiky.

## Historie
Ves Klášter je připomínána již roku 1149. Stával zde cisterciácký klášter Svaté Pole - Sacer campus. Pohromou pro ves a klášter byl rok 1420, kdy byl klášter vypálen husity a zanikl. V místech kláštera byl v 16. století postaven kostel sv. Jana Křtitele, který zůstal zachován dodnes.

## Fotogalerie

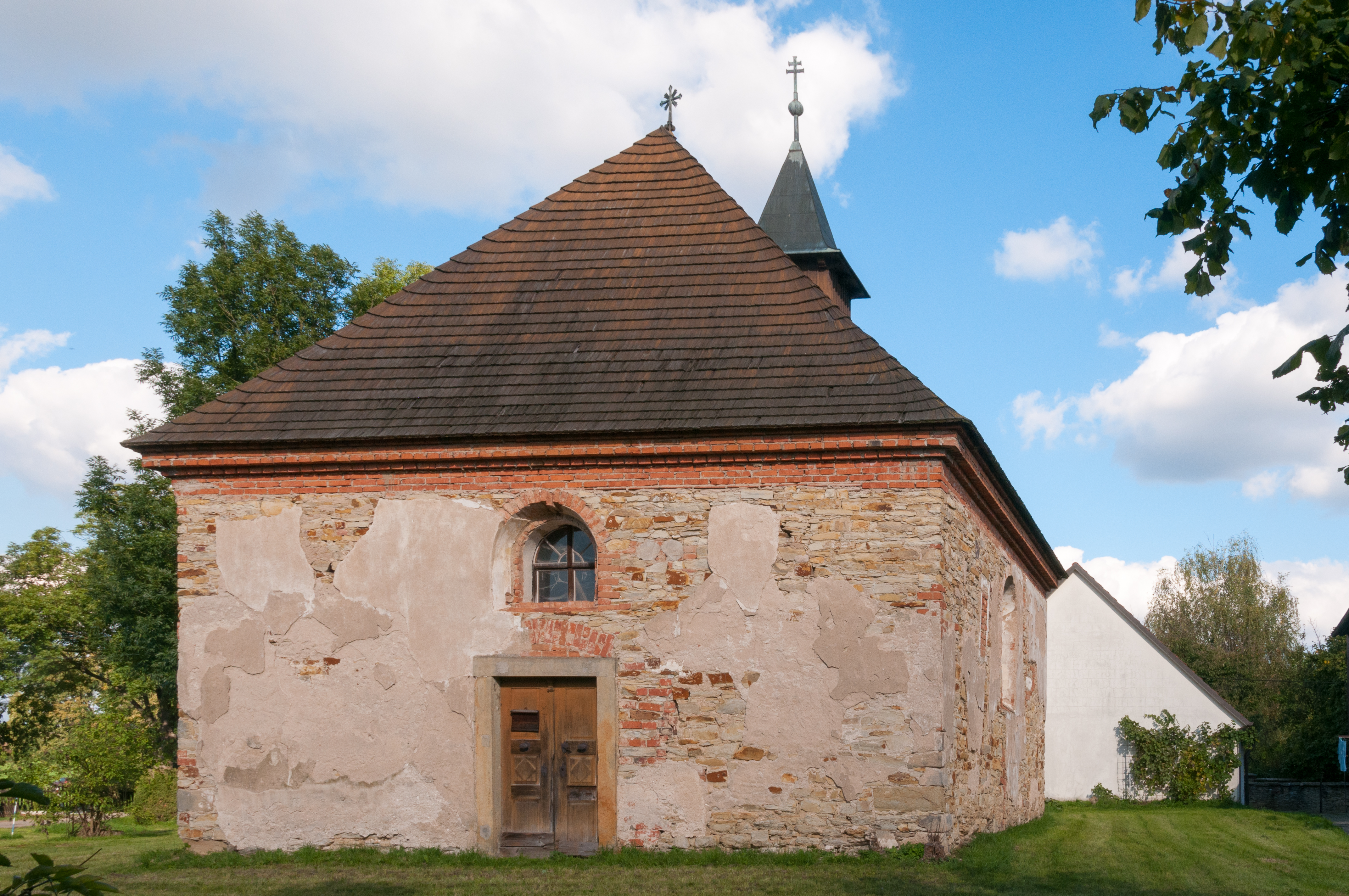
Západní průčelí kostela
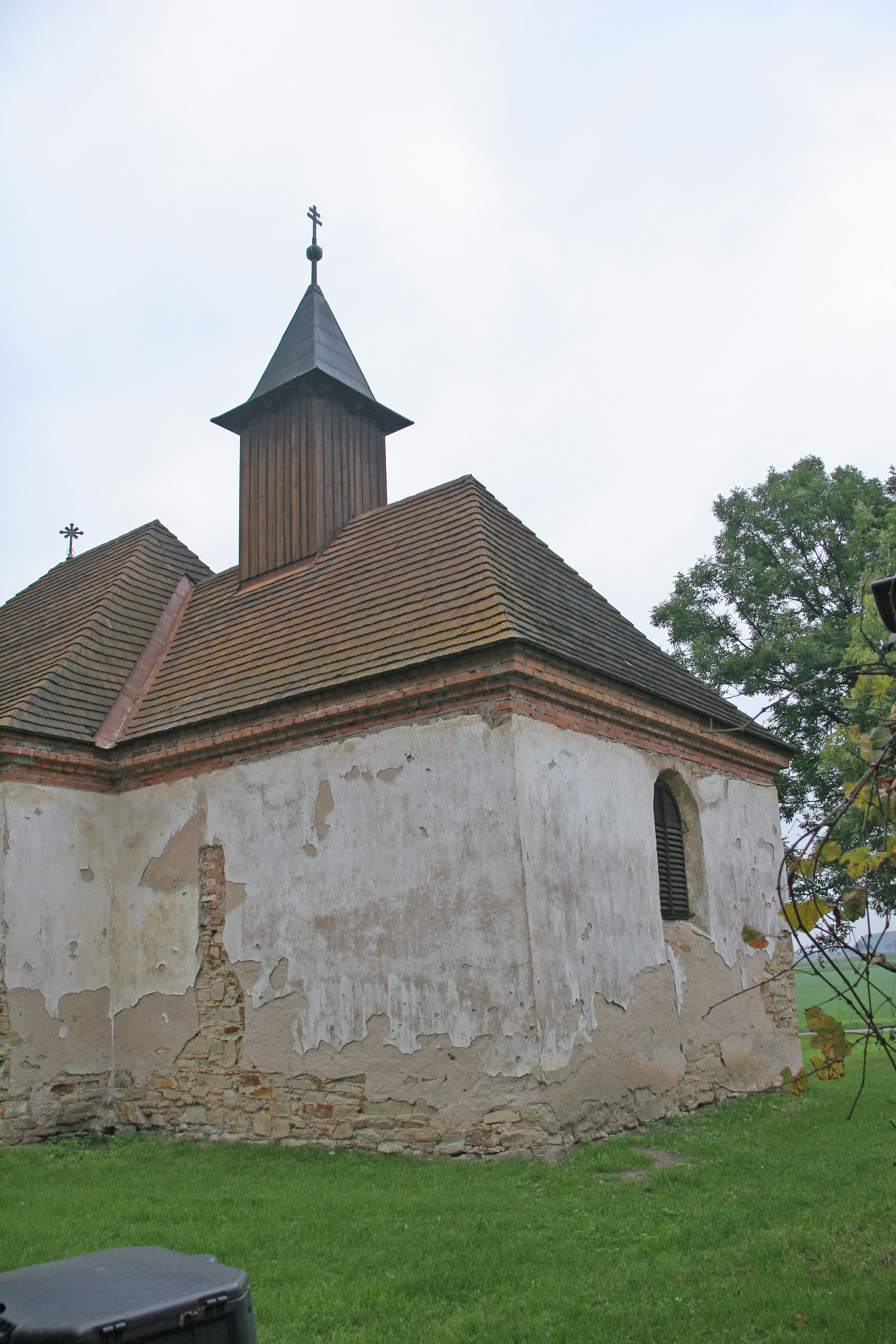
Presbytář kostela
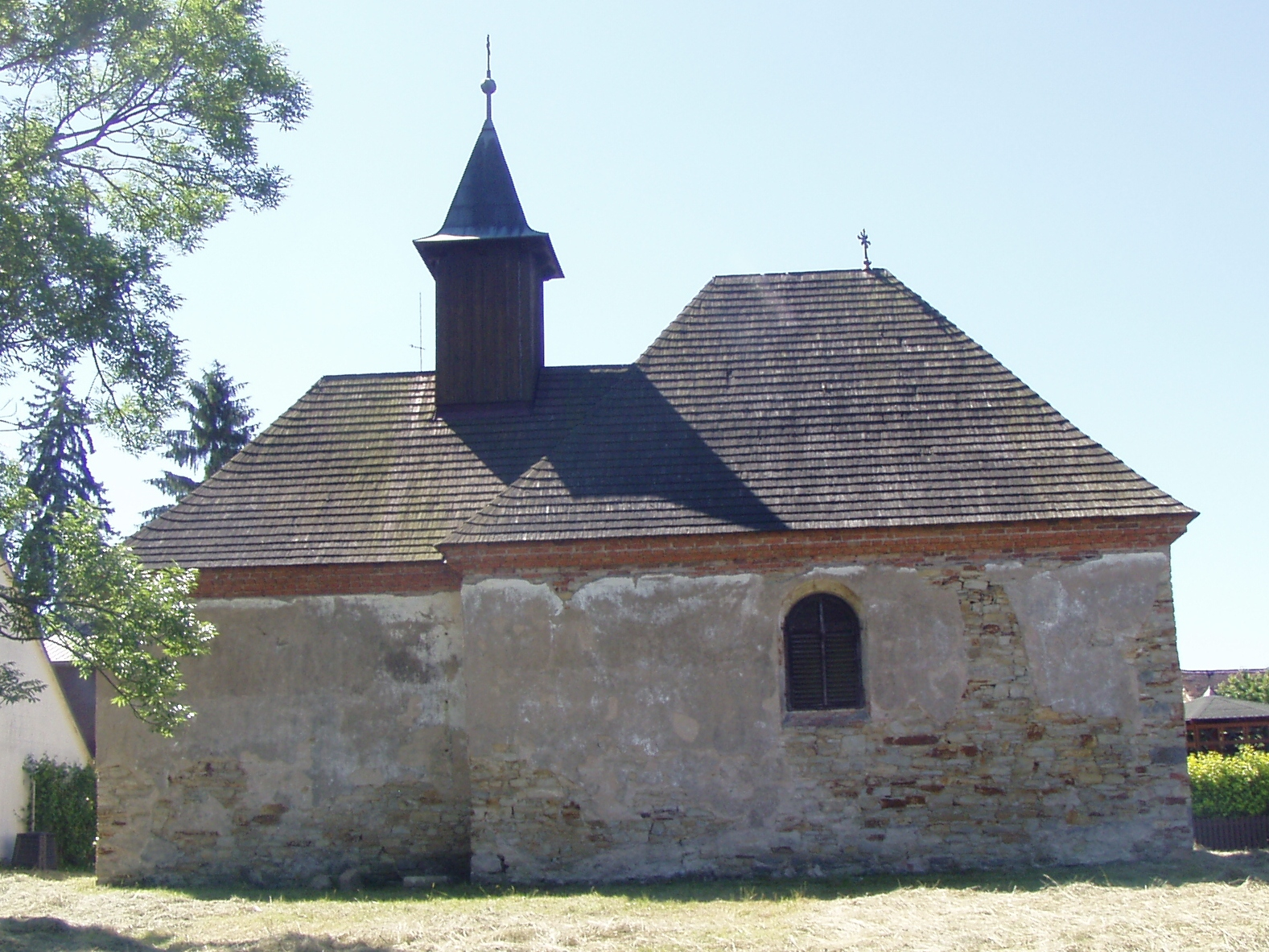
Severní průčelí kostela